# Crisis financiera Shōwa

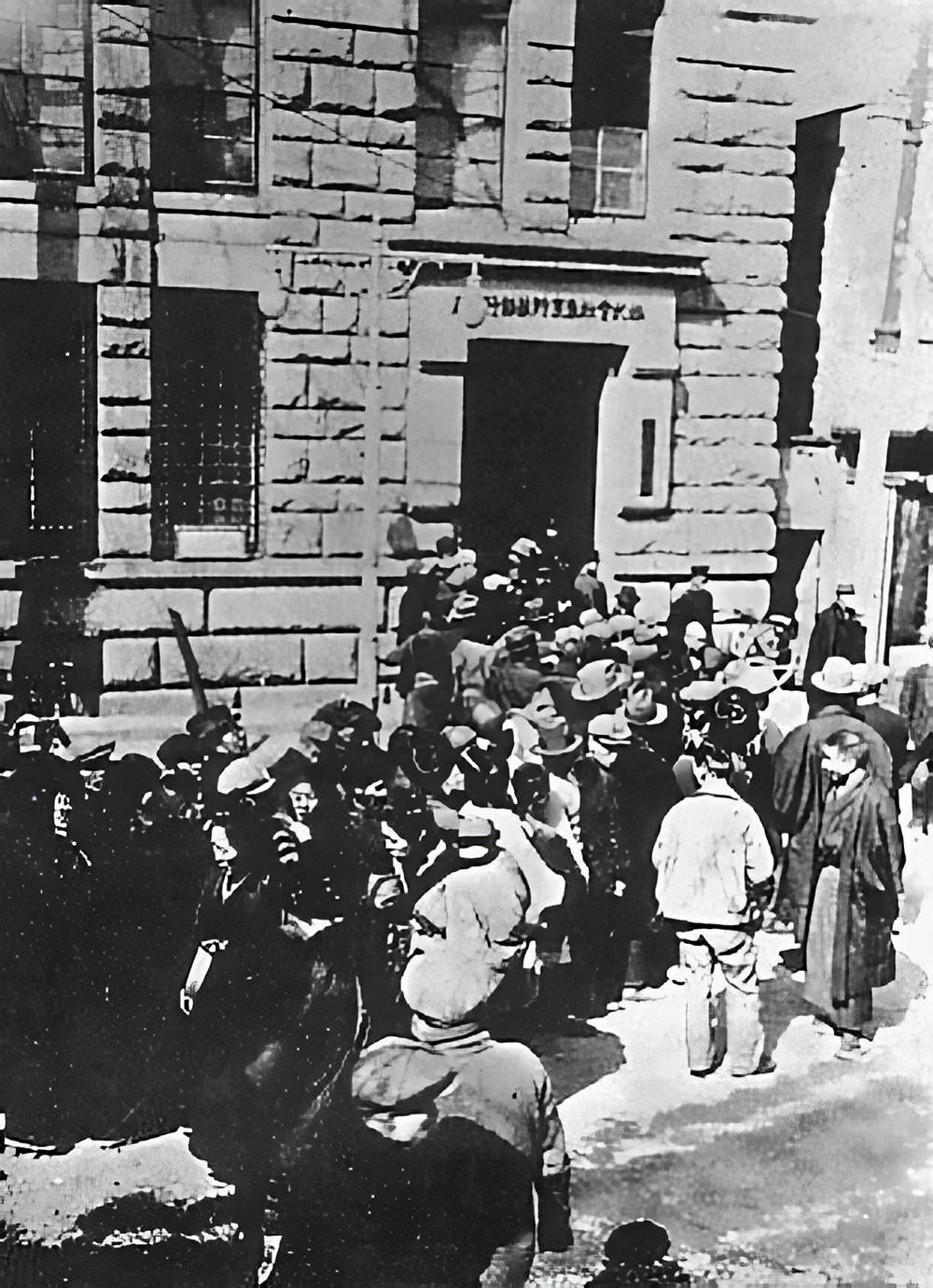
Funcionamiento del banco durante la crisis financiera Shōwa.

La crisis financiera Shōwa (昭和金融恐慌, Shōwa Kin'yū Kyōkō) fue un pánico financiero en 1927, durante el primer año del reinado del emperador Hirohito de Japón, y fue un anticipo de la Gran Depresión. Derribó al gobierno del Primer ministro Wakatsuki Reijirō y condujo al dominio del zaibatsu sobre la industria bancaria japonesa.
La crisis financiera Shōwa se produjo después del auge empresarial posterior a la Primera Guerra Mundial en Japón. Muchas empresas invirtieron fuertemente en una mayor capacidad de producción en lo que resultó ser una burbuja económica. La desaceleración económica posterior a 1920 y el gran terremoto de Kantō de 1923 causaron una depresión económica, lo que provocó el fracaso de muchas empresas. El gobierno intervino a través del Banco de Japón emitiendo "bonos por terremoto" con descuento a los bancos sobreextendidos. En enero de 1927, cuando el gobierno propuso canjear estos bonos, se corrió el rumor de que los bancos que tenían estos bonos irían a la bancarrota. En la corrida bancaria subsiguiente, 37 bancos en todo Japón (incluido el Banco de Taiwán), y el zaibatsu Suzuki Shoten de segundo nivel, se hundieron. El primer ministro Wakatsuki intentó que se emitiera un decreto de emergencia para permitir al Banco de Japón extender préstamos de emergencia para salvar a estos bancos, pero su solicitud fue denegada por el Consejo Privado y se vio obligado a renunciar.
Wakatsuki fue sucedido por el Primer ministro Tanaka Giichi, quien logró controlar la situación con un feriado bancario de tres semanas y la emisión de préstamos de emergencia; sin embargo, como resultado del colapso de muchos bancos más pequeños, las grandes sucursales financieras de los cinco grandes zaibatsu pudieron dominar las finanzas japonesas hasta el final de la Segunda Guerra Mundial.